# Etiopida
Etiopida je djelo koje se pripisuje Arktinu iz Mileta.
U njemu se nastavljaju događaji iz Ilijade opisujući Ahilejeva posljednja djela, pobjedu nad amazonkom Pentesilejom i vođom Etiopljana, Memnonom. Zatim se opisuje njegova smrt i pokop.

### Mrežna sjedišta
- Arktin. Hrvatska enciklopedija LZMK. Pristupljeno 24. travnja 2025.

1. ↑  LZMK1.